# GVAV in het seizoen 1959/60
Het seizoen 1959/1960 was het zesde jaar in het bestaan van de Groningse betaaldvoetbalclub GVAV. De club kwam uit in de Nederlandse Eerste divisie A en eindigde daarin op de derde plaats, wat inhield dat het rechtstreeks promoveerde naar de Eredivisie.

## Wedstrijdstatistieken

### Eerste divisie A
|       | BVV   | Excelsior | Fortuna | 't Gooi | Helmond | HVC   | KFC   | NOAD  | Rigtersbleek | Stormvogels | SVV   | Veendam | Vitesse | De Volewijckers | Wageningen |
| ----- | ----- | --------- | ------- | ------- | ------- | ----- | ----- | ----- | ------------ | ----------- | ----- | ------- | ------- | --------------- | ---------- |
| Thuis | 0 – 1 | 2 – 0     | 2 – 1   | 2 – 1   | 3 – 2   | 1 – 0 | 1 – 0 | 0 – 1 | 2 – 2        | 2 – 0       | 2 – 1 | 3 – 0   | 3 – 2   | 4 – 0           | 4 – 0      |
| Uit   | 0 – 1 | 1 – 1     | 1 – 2   | 1 – 1   | 0 – 2   | 1 – 1 | 3 – 4 | 0 – 2 | 0 – 8        | 2 – 0       | 0 – 1 | 1 – 4   | 3 – 0   | 2 – 1           | 2 – 2      |

## Statistieken GVAV 1959/1960

### Eindstand GVAV in de Nederlandse Eerste divisie A 1959 / 1960
| Stand | Gespeeld | Gewonnen | Gelijk | Verloren | Punten | Doelpunten voor | Doelpunten tegen |
| ----- | -------- | -------- | ------ | -------- | ------ | --------------- | ---------------- |
| 1e    | 30       | 20       | 5      | 5        | 45     | 61              | 28               |

### Topscorers
| Competitie \| # \| Naam \| \| \| -------------------- \| ---------------- \| -- \| \| 1. \| Rikkert La Crois \| 19 \| \| 2. \| Bé Kuiper \| 14 \| \| 3. \| Henk Meuken \| 9 \| \| 4. \| Jan Groninger \| 6 \| \| 4. \| Piet de Koe \| 6 \| \| 6. \| Piet Fransen \| 3 \| \| 7. \| Jan Hardenbol \| 1 \| \| 7. \| Ale Westra \| 1 \| \| Onbekende doelpunten \| \| \| \| – \| Onbekend \| 2 \| \| Totaal \| Totaal \| 61 \| |                  |      |
| # | Naam             | Goal |
| 1. | Rikkert La Crois | 19   |
| 2. | Bé Kuiper        | 14   |
| 3. | Henk Meuken      | 9    |
| 4. | Jan Groninger    | 6    |
| 4. | Piet de Koe      | 6    |
| 6. | Piet Fransen     | 3    |
| 7. | Jan Hardenbol    | 1    |
| 7. | Ale Westra       | 1    |
| Onbekende doelpunten |                  |      |
| – | Onbekend         | 2    |
| Totaal | Totaal           | 61   |